# Pointis-Inard
Pointis-Inard település Franciaországban, Haute-Garonne megyében. Lakosainak száma 920 fő (2022. január 1.). Pointis-Inard Estancarbon, Ganties, Labarthe-Inard, Lespiteau, Miramont-de-Comminges, Montespan, Rieucazé és Soueich községekkel határos.

## Népesség
A település népességének változása:
| Lakosok száma | 663  | 650  | 688  | 786  | 867  | 898  | 924  | 941  | 934  | 920  |
|               | 1968 | 1982 | 1990 | 2006 | 2013 | 2015 | 2017 | 2019 | 2020 | 2022 |